# 大田区の黒湯温泉
大田区の黒湯温泉（おおたくのくろゆおんせん）では、東京都大田区に点在する黒色を呈した温泉（黒湯）について解説する。大田区内には2017年12月時点で20軒の温泉施設（銭湯など）があり、その数は東京23区内で最多である。

## 泉質
源泉地により若干の差異はあるが、黒湯と呼ばれる温泉は、フミン酸などの有機物が含まれることによって透明度の低い（10cm程度）黒褐色の湯となり、大半がpH8〜9程度の弱アルカリ性になる傾向がある。なお、フミン酸の含有量によっては、3cm未満の極めて黒く低い透明度になることもある。メタケイ酸や重曹類を多く含み、海因性の温泉とされることから、浴場によってはNaCl（塩化ナトリウム＝食塩）、ヨウ素イオン、メタほう酸塩などが含まれることもある。
療養泉における泉質の分類上は、炭酸水素塩泉や塩化物泉等に該当する。また、泉温は18℃程度の常温の冷鉱泉であるが、溶存成分により温泉法上の温泉規定に該当する。アルカリ性で肌がすべすべになることから、「美人の湯」ともよばれている。ただし、アルカリ性であるために、同じアルカリである石鹸を多用すると皮膚の角質が臆弱化することもあり得る。

## 温泉と地域社会
温泉施設は蒲田周辺など商店街や住宅地の中に散在しており、温泉街と呼べるような地域は存在していない。その多くは温泉を利用した銭湯で、外観・設備や料金なども一般の銭湯と変わらないものが殆どである。
大田区役所や大田区商店街連合会は時折、黒湯の色にちなんだ「おおたBLACKキャンペーン」を実施し、区民の消費拡大や観光客誘致を図っている。キャンペーンでは、隣接する神奈川県川崎市と連携して商品化した地サイダー「黒湯サイダー」を販売することもある。　

## 主な温泉施設
| 施設名                     | 所在地                 | サウナ                     | 露天                   | 泉質（主な成分）                    | 備考 |
| 下丸子エリアの温泉銭湯     | 下丸子エリアの温泉銭湯 | 下丸子エリアの温泉銭湯     | 下丸子エリアの温泉銭湯 | 下丸子エリアの温泉銭湯              | 下丸子エリアの温泉銭湯                                                                                        |
| -------------------------- | ---------------------- | -------------------------- | ---------------------- | ----------------------------------- | --- |
| 第一相模湯                 | 西六郷2-29-2           | －                         | －                     | ナトリウム-炭酸水素塩・塩化物冷鉱泉 | |
| 秀の湯                     | 新蒲田3-26-1           | －                         | －                     | 天然鉱泉                            | ※2019年10月31日廃業                                                                                           |
| 新田浴場                   | 矢口2-5-12             | 無料                       | －                     | 天然鉱泉                            | |
| 洗足エリアの温泉銭湯       |                        |                            |                        |                                     | |
| 稲荷湯                     | 東雪谷3-30-14          | ○                          | －                     | 重炭酸ソーダ、メタケイ酸            | ※2022年8月20日廃業                                                                                            |
| 調布弁天湯                 | 北嶺町10-11            | ○                          | －                     | メタけい酸                          | 淡褐色の天然温泉                                                                                              |
| 久が原湯                   | 久が原2-14-15          | スチーム無料 遠赤外線200円 | －                     | ナトリウム-炭酸水素塩冷鉱泉         | |
| 益の湯                     | 南久が原2-1-23         | ○                          | －                     | メタケイ酸、重炭酸ソーダ            | |
| 池上エリアの温泉銭湯       |                        |                            |                        |                                     | |
| 久松温泉                   | 池上3-31-16            | 無料                       | －                     | ナトリウム-炭酸水素塩冷鉱泉         | ※休業中 |
| 改正湯                     | 西蒲田5-10-5           | －                         | －                     | ナトリウム-炭酸水素塩冷鉱泉         | 腐植質256mg（黒湯の濃さ）は都内トップクラス 分析表（ブログ）。源泉掛け流し。                                  |
| はすぬま温泉               | 西蒲田6-16-11          | ○                          | －                     | ナトリウム-塩化物・炭酸水素塩冷鉱泉 | 薄い緑茶色。源泉掛け流し                                                                                      |
| 桜館                       | 池上6-35-5             | ○                          | ○                      | ナトリウム-炭酸水素塩冷鉱泉         | 宴会場・ゲームコーナー・麻雀ルームあり                                                                        |
| 蒲田〜六郷エリアの温泉銭湯 |                        |                            |                        |                                     | |
| ゆ～シティー蒲田           | 蒲田1-26-16            | ○                          | ○                      | ナトリウム-炭酸水素塩冷鉱泉         | |
| 蒲田温泉                   | 蒲田本町2-23-2         | 無料                       | －                     | ナトリウム-炭酸水素塩・塩化物冷鉱泉 | 1937年創業の温泉銭湯。大広間で飲食・カラオケ可。ボディソープ・リンスインシャンプー備え付け                    |
| NU-LANDさがみ湯            | 仲六郷2-7-5            | ○                          | ○                      | ナトリウム-炭酸水素塩泉             | ボディソープ・リンスインシャンプー備え付け                                                                    |
| 照の湯                     | 仲六郷3-23-6           | 200円                      | ○                      | ナトリウム-炭酸水素塩・塩化物冷鉱泉 | 源泉掛け流し                                                                                                  |
| 羽田エリアの温泉銭湯       |                        |                            |                        |                                     | |
| 幸の湯                     | 西糀谷1-25-15          | ○                          | ○                      | Na･Ca･Mg-塩化物冷鉱泉               | |
| 大森エリアの温泉銭湯       |                        |                            |                        |                                     | |
| 第二天狗湯                 | 大森西2-15-3           | ○                          | －                     | メタケイ酸、重炭酸ソーダ            | 透明 |
| 銭湯以外の温泉施設         |                        |                            |                        |                                     | |
| 天然温泉平和島             | 平和島1-1-1            | ○                          | ○                      | ナトリウム-塩化物強塩温泉           | 平和島駅から無料、大森駅から100円の送迎バスあり。羽田空港行き早朝無料バス、深夜に空港に迎えに行くプランあり。 |
| SPA&HOTEL和                | 西蒲田7-4-12           | ○                          | ○                      | ナトリウム-炭酸水素塩・塩化物冷鉱泉 | |
| ホテル末広                 | 西蒲田8-1-5            | 男湯のみ                   | －                     | ナトリウム-炭酸水素塩・塩化物冷鉱泉 | 域内にある温泉付宿泊施設の一つ ※2020年12月30日を以て廃業                                                      |